# Тимашев, Иван Иванович
Ива́н Ива́нович Тима́шев (1813/1814—1864) — генерал-майор, участник Крымской войны.

## Биография
Происходил из дворянского рода Астраханской губернии Тимашевых. Родился 27 декабря 1813 (8 января 1814) года.
Образование получил в Павловском кадетском корпусе; при выпуске в 1831 году, как отличнейшего по поведению и успехам в науках, его имя было занесено на мраморную доску.
Выпущен прапорщиком в Лейб-гвардии Гренадерский полк, в котором служил до 1845 года, когда был направлен в Павловский кадетский корпус. В 1848 году Иван Иванович Тимашев получил звание полковника с переводом во 2-й кадетский корпус и в том же году — в Дворянский полк. Там он пробыл около года и вернулся в строй, в Полтавский пехотный полк, из которого был командирован в 1850 году в Образцовый пехотный полк «для принятия в оном правил фронтовой службы».
Пробыв год в командировке, распоряжением штаба 3-го пехотного корпуса Ивана Ивановича Тимашева назначили командиром батальон в Алексопольском егерском полку, но вскоре был назначен командующим Черниговским пехотным графа Дибича-Забалканского полком.
За отличия в сражениях во время Крымской войны был произведён в 1855 году в генерал-майоры с оставлением по армии в запасных войсках и 26 ноября того же года был награждён орденом св. Георгия 4-й степени (№ 9648 по списку Григоровича — Степанова).
Через три года был назначен непременным презусом комиссии военного суда при Санкт-Петербургском Ордонанс-гаузе и на этой должности он 16 (28) января 1864 года скончался.

## Источник
- Тимашев, Иван Иванович // Русский биографический словарь : в 25 томах. — СПб.—М., 1896—1918.